# Alto Paraná (ort)
Alto Paraná är en ort i Brasilien.   Den ligger i kommunen Alto Paraná och delstaten Paraná, i den södra delen av landet, 900 km sydväst om huvudstaden Brasília. Alto Paraná ligger 520 meter över havet och antalet invånare är 10 888.
Terrängen runt Alto Paraná är huvudsakligen platt. Alto Paraná ligger uppe på en höjd. Närmaste större samhälle är Paranavaí, 16,2 km väster om Alto Paraná.
Trakten runt Alto Paraná består i huvudsak av gräsmarker. Runt Alto Paraná är det ganska tätbefolkat, med 75 invånare per kvadratkilometer.